# Nazionale femminile di pallacanestro del Camerun
La nazionale di pallacanestro femminile del Camerun è la rappresentativa cestistica del Camerun ed è posta sotto l'egida della Fédération Camerounaise de Basketball.

## Piazzamenti

### Campionati africani
- 1983 -  3°
- 1984 -  3°
- 1986 - 4°
- 1997 - 7°
- 2003 - 8°

- 2007 - 6º
- 2009 - 7°
- 2011 - 6°
- 2013 - 4°
- 2015 -  2°

- 2017 - 8°
- 2019 - 10°
- 2021 -  3°
- 2023 - 6°
- 2025 - 5°

## Formazioni

### Campionati africani
Campionato africano femminile di pallacanestro 19974 Abomo, 5 Ngono, 6 Ngo Mboua, 7 Biloa, 8 Ngo Mandeng, 9 Mendeng, 10 Moutaka, 11 Nyango, 12 Oyeng, 13 Bendegue, 14 Ebela, 15 Moabel,        All. -
Campionato africano femminile di pallacanestro 20034 Ngah, 5 Mbiandja, 6 Djengue, 7 Nyatcho, 8 Ngo Mandeng, 9 Wandeu, 10 Biloa, 11 Ntouoh, 12 Oyeng, 13 Senken, 14 B. Bofia, 15 S. Bofia,        All. -
Campionato africano femminile di pallacanestro 20074 Muna, 5 Mbiandja, 6 Gano, 7 Kebeumen, 8 Koubiteb, 9 Mba, 10 Mendeng, 11 Bapoo, 12 Nomendoué, 13 Nsiéwé, 14 Noah, 15 Tafen,        All. John Fritzerald
Campionato africano femminile di pallacanestro 20094 Muna, 5 Ebondji, 6 Gano, 7 Njonkou, 8 Magni, 9 Nyatcho, 10 Mendeng, 11 Ngo, 12 Teuma, 13 Jamen, 14 Noah, 15 Kebeumen,        All. Stefano Bizzozi
Campionato africano femminile di pallacanestro 20114 Ngo, 5 Mbiandja, 6 Gano, 7 Nzeukou, 8 Ebondji, 9 Elong, 10 Tchoumba, 11 Ngueko, 12 Meyini, 13 Njonkou, 14 Lonlack, 15 Nyobe,        All. Fabio Fossati
Campionato africano femminile di pallacanestro 20134 Tsoungui, 5 Mbiandja, 6 Gano, 7 Njonkou, 8 Yowou, 9 Lonlack, 10 Senken, 11 Ngueko, 12 Kameni, 13 Avébé, 14 Ghane, 15 Tafen,        All. Alain Zedong
Campionato africano femminile di pallacanestro 20154 Blackshear, 5 Mbiandja, 6 Gano, 7 Njonkou, 8 Mfoula, 9 Lonlack, 10 Senken, 11 Nzeukou, 12 Ayangma, 13 Avébé, 14 Ade, 15 Bofia,        All. Alain Zedong
Campionato africano femminile di pallacanestro 20174 Mba Minna, 5 Mbiandja, 6 Assena, 7 Abenkou, 8 Mfoula, 9 Lonlack, 10 Weledji, 11 Ramey, 12 Ade, 13 Tchasi, 14 Ghane, 15 Ebogo,        All. Guy Moudio
Campionato africano femminile di pallacanestro 20194 Nyinkeu, 5 Ebondji, 6 Mukoko, 7 Njonkou, 8 Mfoula, 12 Ayangma, 13 Mbong, 15 Ebogo, 22 Dimithe, 23 Mbakop, 44 Ade, 00 Green,       All. Natosha Cummings-Price
Campionato africano femminile di pallacanestro 20210 Green, 6 Ekah, 7 Ndoli, 9 Lonlack, 10 Nkoyock, 12 Fankam, 13 Effa, 14 Ewodo, 21 Guotué, 23 Ngukoug, 44 Weledji, 66 Tientcheu,        All. Ahmed Mbombo Njoya
Campionato africano femminile di pallacanestro 20233 Thomas, 5 Mogoun, 6 Mukoko, 8 Akoa, 10 Nkoyock, 13 Effa, 14 Ewodo, 22 Dimithe, 23 Silatsa, 31 Kinyuy, 35 Ngwafang, 99 Ngueko,        All. Ahmed Mbombo Njoya
Campionato africano femminile di pallacanestro 20250 Belleka, 3 Thomas, 6 Kipo, 10 Ekah, 12 Fankam, 13 Effa, 14 Ewodo, 22 Mfonow, 23 Silatsa, 24 Emédié, 34 Williams Amayaba, 66 Tientcheu,        All. Ahmed Mbombo Njoya